# Dipodomys gravipes
Dipodomys gravipes és una espècie de mamífer rosegador de la família dels heteròmids. És endèmica del nord-oest de la Baixa Califòrnia. Es tracta d'un animal nocturn. El seu hàbitat natural són els pendents coberts de cactus i les zones adjacents amb vegetació curta i poc relleu. Està en perill crític per la destrucció i la transformació del seu entorn per a usos agrícoles i urbans. De fet, pot ser que s'hagi extingit, car no se n'ha observat cap exemplar des del 1986 encara que s'han dut a terme cerques meticuloses.